# Gaia & Luna
Gaia & Luna ist ein italienisches Musikduo aus Rovereto, das aus den Schwestern Gaia und Luna Carollo besteht.

## Werdegang
Die Töchter des als Spankox, Ago oder DJ B3lfast bekannten DJs und Musikproduzenten Agostino Carollo debütierten 2006 mit einer Coverversion von Schnappi, das kleine Krokodil, dem ein kleiner Erfolg in den Downloadcharts beschert war. Ihren Durchbruch hatten sie jedoch 2007 mit dem Lied Come Vasco Rossi, in dem sie über ihre Bewunderung für Rockstar Vasco Rossi sangen. Das von ihrem Vater produzierte Lied und das zugehörige Musikvideo erreichten rasch große Popularität. In den Downloadcharts konnte das Lied im Mai die Spitzenposition erreichen, wobei es ausgerechnet La compagnia von Vasco Rossi verdrängte, im Juni stieg es auch in die Singlecharts ein und gelangte bis auf den 13. Platz. Rossi gratulierte den Schwestern zu ihrem Erfolg und zeigte sich sehr erfreut über die Widmung. Im Anschluss erschien das Album Come Vasco Rossi e altre canzoni.
In den folgenden Jahren begannen die Schwestern Aktivitäten als DJanes und veröffentlichten eine Reihe von Singles aus den Genres EDM/House, immer in Zusammenarbeit mit ihrem Vater. 2010 erschien die Single Give It Up auch international bei Robbins Entertainment. Das Duo steht bis heute bei Everness, dem Label von Agostino Carollo, unter Vertrag und hat regelmäßige, auch internationale Auftritte bei Dance-Events.

## Diskografie
Alben
- Come Vasco Rossi e altre canzoni (2007)

Singles

| Jahr | Titel Album                                       | Höchstplatzierung, Gesamtwochen, AuszeichnungChartsChartplatzierungen (Jahr, Titel, Album, Platzierungen, Wochen, Auszeichnungen, Anmerkungen) | Anmerkungen                               |
| Jahr | Titel Album                                       | IT | Anmerkungen                               |
| ---- | ------------------------------------------------- | --- | ----------------------------------------- |
| 2006 | Snappy il piccolo coccodrillo                     | — | Platz 12 (5 Wochen) in den Downloadcharts |
| 2007 | Come Vasco Rossi Come Vasco Rossi e altre canzoni | IT13 (9 Wo.)IT | Platz 1 (27 Wochen) in den Downloadcharts |

- Give It Up (2009)
- Sanremo (2010)
- Chika Boom Boom (feat. Ago; 2011)
- Ho scritto una canzone per te (2011)
- Go Baby (feat. Ago; 2011)
- Vaffa (2011)
- Crazy Song (feat. Ago; 2012)
- My God Is a DJ (mit Ago Carollo; 2014)
- #brasil (Ago Carollo feat. Gaia & Luna; 2014)
- #totheclub (feat. Ago Carollo; 2014)
- Sober (2014)
- Drop It (2014)
- Jungle (2014)
- Madison (2014)
- It Won’t Go Down (2015)
- The Calling (2015)
- I Wanna See You Dance (feat. Nick & Navi; 2016)
- Money (feat. Kyng David; 2016)
- Open Up (2016)
- Give Me Your Love (feat. DJ B3lfast & Dana Williams; 2016)
- Gira la giostra (2016)
- Broken (2017)
- Me + You (feat. Tyllmint; 2017)
- Beautiful Lie (2017)
- Dark Sky (2017)
- 2018 (2017)
- Instfamous (2018)
- Don’t Have You (2018)
- Rampacatan (mit DJ B3lfast und Vanessa Verduga; 2018)
- Magic Christmas Time (DJ B3lfast feat. Gaia & Luna; 2018)

## Belege
1. 1 2 3  Guido Racca & Chartitalia: Top 100 FIMI Singoli. Lulu, 2013, S. 95; 175.
2. ↑  Wanted: Gaia & Luna da “Come Vasco Rossi” ai dancefloor. In: AllMusicItalia. 10. Juli 2015, abgerufen am 24. Oktober 2018 (italienisch).
3. ↑  Vasco ringrazia Gaia e Luna: ‘Ma non chiamatemi dio’. In: Rockol.it. 16. Mai 2007, abgerufen am 23. Oktober 2018 (italienisch).
4. ↑  Gaia & Luna. Everness, archiviert vom Original (nicht mehr online verfügbar) am 27. September 2018; abgerufen am 24. Oktober 2018 (italienisch).  Info: Der Archivlink wurde automatisch eingesetzt und noch nicht geprüft. Bitte prüfe Original- und Archivlink gemäß Anleitung und entferne dann diesen Hinweis.